# Ben Abet
Ben Abet, també escrit Benhabet, en àrab Ibn 'Abbād, fou un senyor andalusí mallorquí nascut a final del segle xii i mort el segle xiii que apostatà i es passà al cristianisme durant la Conquesta de Mallorca del Rei en Jaume el 1229.
És mencionat pel Llibre dels Fets com a àmil de Bulānsa (Pollença). La crònica diu que es va passar al bàndol català, al qual donà suport militar, i que per aquest motiu va ser recompensat en el repartiment de l'illa. També apareix a la crònica àrab de la conquesta, la qual diu que Ben Abet tenia gran prestigi a l'illa abans de la traïció. És possible que fos un almoràvid hostil a la dinastia almohade i que aquest fos el motiu de les desavinences amb el poder local, però la crònica àrab no ho menciona. Sembla que ell i la seva muller, Abobehia, reberen la possessió d'Alfàbia, de la qual foren hereus els seus fills, de llinatge Bennàsser, els quals encara la tenien el segle xvi, quan passà a ser dels Santacília. Els Bennàsser de Campanet també reivindiquen ésser descendents de Ben Abet.
Es diu que un dels seus fills, Ibn Sayri, rebatejat com a Miquel de Bennàsser, fou frare dominic al nou convent de Sant Domingo, on fou enterrat i descansà fins que les seves restes foren traslladades al convent de Sant Vicenç Ferrer de Manacor. Miquel de Bennàsser fou un personatge històric, però no es pot provar que fos fill de Ben Abet.